# Эсквилин
Эсквилин (лат. Mons Esquilinus) — один из семи холмов Рима, на котором располагалось древнейшее после Палатина римское поселение, в сторону которого развивался Палатинский Рим (лат. Roma Quadrata).

## История
Эсквилии (от ех + colere — «загородная часть, пригород») представляли собой плато, оканчивавшееся в западной части двумя языками — Циспием (46 м) и Оппием (49 м), из которых последний примыкал к Велии, отделявшей Палатин от Эсквилина. Оппий, Циспий и древний участок Оппия — Фагутал входили в состав доисторического Семихолмия (лат. Septimontium), развившегося из Квадратного Рима: воспоминание об этом семихолмном городе сохранилось лишь в празднике Семихолмия, в котором принимали участие общины, приурочивавшиеся к семи древнейшим холмам (montes), в том числе и три названные эсквилинские общины.
Позднее из семихолмного города вырос город четырёх кварталов, когда к семи упомянутым холмам примкнули общины Целийского холма, Виминала и Квиринала. Деление на четыре квартала, из которых один назывался Эсквилинским, сохранялось в течение всего республиканского периода, до расширения города при Сулле и введения нового деления Рима на 14 кварталов при Августе.
Вместо древнейшего укрепления, которым были обнесены четыре квартала, приблизительно в IV веке до н. э. была сооружена так называемая Сервиева стена, восточная линия которой расширила пределы Эсквилинского квартала, отодвинув их дальше к востоку. Со стороны Эсквилинского холма стена прерывалась Эсквилинскими воротами, на месте которых впоследствии была сооружена триумфальная арка Галлиена. При Августе холм был разделен на три квартала (regiones); Циспий отошёл к IV regio, Оппий с Колоссеем — к III, Эсквилинское поле — к V.
Открытия последних лет показывают, что ещё до сооружения Сервиевой стены между ней и стеной четырёх древних regiones находился старинный некрополь с могилами и колодцем, на глубине 4—5 метров, в туфовой почве; в том же слое обнаружены и следы древнейших эсквилинских поселений. Над этим рядом древнейших могил, на глубине 1—2 метров, лежал второй слой каменных урн и саркофагов (особенно много их встречалось тотчас же за чертой Сервиевой стены). Третий, позднейший тип усыпальниц — оштукатуренные и украшенные живописью склепы. Очевидно, на месте заселенного впоследствии квартала здесь первоначально находилось кладбище, причём в колодце следует видеть могилы беднейшего люда и рабов. На «мрачных Эсквилиях» («atrae Esquiliae» — Гораций) находились также места казни, роща богини смерти и похорон — Либитины — и квартал похоронных дел мастеров (libitinarii). Август признал близость эсквилинского кладбища в санитарном отношении неудобной для ближайших населённых частей города; оно было засыпано и застроено, и в главной части освободившегося таким образом пространства были разведены сады Мецената. В пределах Эсквилинских кварталов также находились Аргилет («улица сапожников»), Субура (одна из оживлённейших по торговле улиц), Рыбная площадь и площадь лакомств (Forum Cuppedinis), соединённые позднее в одно здание под именем Macellum («бойня»). Благодаря сравнительно высокому местоположению восточной части Рима здесь сосредоточивалась система римских водопроводов.
Из знаменитых римлян на Эсквилине жили: Цезарь, Проперций, Вергилий, Плиний Младший.

## Античные постройки Эсквилина
- храм Юноны Люцины на Циспии;
- храм богини земли (в Каринах, на западном склоне Оппия);
- портик Ливии, сооружённый на месте завещанного Августу и разрушенного им дома богача Ведия Поллиона[англ.];
- бани Тита и Траяна;
- императорский монетный двор;
- храм Изиды;
- храм Минервы Медики;
- Храм Геркулеса Стража;
- Сессорий и амфитеатр Castrense;
- Золотой дом Нерона

## Церкви
- Санта-Мария-Маджоре
- Сан-Пьетро-ин-Винколи
- Санта Прасседе
- Санта-Пуденциана
- Santa Babiana
- San Martino ai Monti
- Sant’Alfonso all’Esquilino
- Сант-Антонио-Абате-аль-Эсквилино
- Сан-Антонио-да-Падова-аль-Эсквилино
- Сант-Эусебио-аль-Эсквилино